# Чарака-самхіта
«Чара́ка-самхіта» (санскрит चरकसंहिता IAST: caraka-saṃhitā) — фундаментальний трактат з аюрведи (традиційної індійської медицини). Разом із «Сушрута-самхітою» та «Аштанґа-хрідаєю» «Чарака-самхіта» складає «велику трійцю» (bṛhat-trayi) засадничих текстів «науки про життя» (āyurveda).

## Історія написання та авторство
Авторство «Чарака-самхіти» зазвичай приписують Чараці, придворному лікарю кушанського царя Канішки. Утім, різних осіб з ім'ям Caraka («подорожній», «аскет», «слуга») давньоіндійська література згадує чимало. Британська енциклопедія стверджує, що відома сьогодні редакція «Чарака-самхіти» склалася, імовірно, у I столітті. [Архівовано 28 грудня 2017 у Wayback Machine.] В. Ерман також датує трактат Чараки I–II століттями. Водночас побутує думка, що в VIII—IX ст. початковий текст відредагував та доповнив кашмірець Дрідгабала.[недоступне посилання з грудня 2019] Проте Рам Каран Шарма й Бгаґван Даш висувають припущення, що Дрідгабала — не хто інший, яка придворний лікар Чарака Другий, тоді як перший Чарака жив за кілька століть до нього. Зазначаючи, що в «Чарака-самхіті» не помітно виразних слідів впливу буддизму, ці дослідники припускають, що «Чарака-самхіта» була створена ще в VIII ст. до н. е..

### Міфологія
Сама «Чарака-самхіта» наводить наступну історію свого створення. Бог Брахма передав знання про аюрведу «володарю істот» (prajāpati) Дакші. Від того ці знання отримали близнюки Ашвіни, які в індійській міфології відомі як боги-цілителі. Від Ашвінів аюрведу перейняв бог-громовержець Індра. Далі аюрведа передається з небес на землю: від Індри її отримує мудрець Бгарадваджа. Наступним учителем називається Атрея Пунарвасу, який мав шістьох учнів. Усі вони написали праці з аюрведи, але вказується, на найталановитішим був Аґнівеша, трактат якого потім «відтворив» або «відредагував» (pratisaṁskṛta) Чарака.

## Переклади та наукові праці
Існує багато перекладів «Чарака-самхіти» мовами Індії. Також є тибетський переклад (автор і час невідомі), переклад перською мовою (до VIII ст.) та два арабські переклади IX ст. (Абдулла бін Алі перекладав з перської, а Алі ібн Зайн ат-Табарі — безпосередньо з санскриту). На початку XXI століття найбільш популярним за межами Індії став англійський переклад «Чарака-самхіти» (з коментарем «Аюрведа-діпіка»), авторами якого є Рам Каран Шарма й Вайдья Бгаґван Даш. Спираючись на цей переклад й особистий клінічний досвід Габріель ван Лун написав двотомний підручник з аюрведи. Зручні таблиці й переліки характерних для «Чарака-самхіти» понять і теорій містить також присвячена їй перша публікація Національного інституту наук Індії з серії «Історія науки в Індії».
Український переклад перших глав цієї пам'ятки було опубліковано в 2017 році в журналі Інституту сходознавства Академії наук України «Східний світ».